# Vale de Solang
O vale de Solang ou Solang Nullah é a parte superior do vale de Kulu, por onde corre o rio Beás, nos Himalaias. Situa-se no estado do Himachal Pradexe, no norte da Índia, 14 km a noroeste da Manali, uma pequena cidade e estância de montanha. A estrada Manali–Leh passa no fundo do vale, a caminho do passo de montanha Rohtang La (3 978 metros de altitude). A altitude no fundo do vale é cerca de 2 200 metros e na aldeia de Dhundi 2 800 m. A aldeia de Solang situa-se a pouco mais de 2 500 m.
O topónimo Solang Nullah deriva do nome da aldeia que existe no vale e nullah (curso de água). O vale é conhecido pelas suas condições para prática de desportos ao ar livre e pelas vistas para os glaciares em volta. No inverno, as atividades mais populares são o esquie a patinagem no gelo. A partir de maio, quando a neve desaparece, o esqui é substituído pelo trekking, zorbing (uma bola gigante com espaço para duas pessoas rola por uma encosta com 200 metros de desnível). Outras atividades populares em Solang são o paraquedismo e o parapente.
O campeonato nacional indiano de esqui de inverno tem lugar em Solang. O vale dispõe de um teleférico com com cerca de 1,8 km de extensão e, no cimo de um monte a cerca de dois quilómetros da aldeia de Solang há um templo hindu dedicado a Xiva, o Anjali Mahadev Shiv Ling, onde no inverno se forma um Shiva Linga (símbolo fálico de Xiva) de gelo. As temperaturas médias no vale oscilam entre 5°C e os 12 °C no inverno e 13 °C a 23 °C no verão.